# San’Petru di Panicala

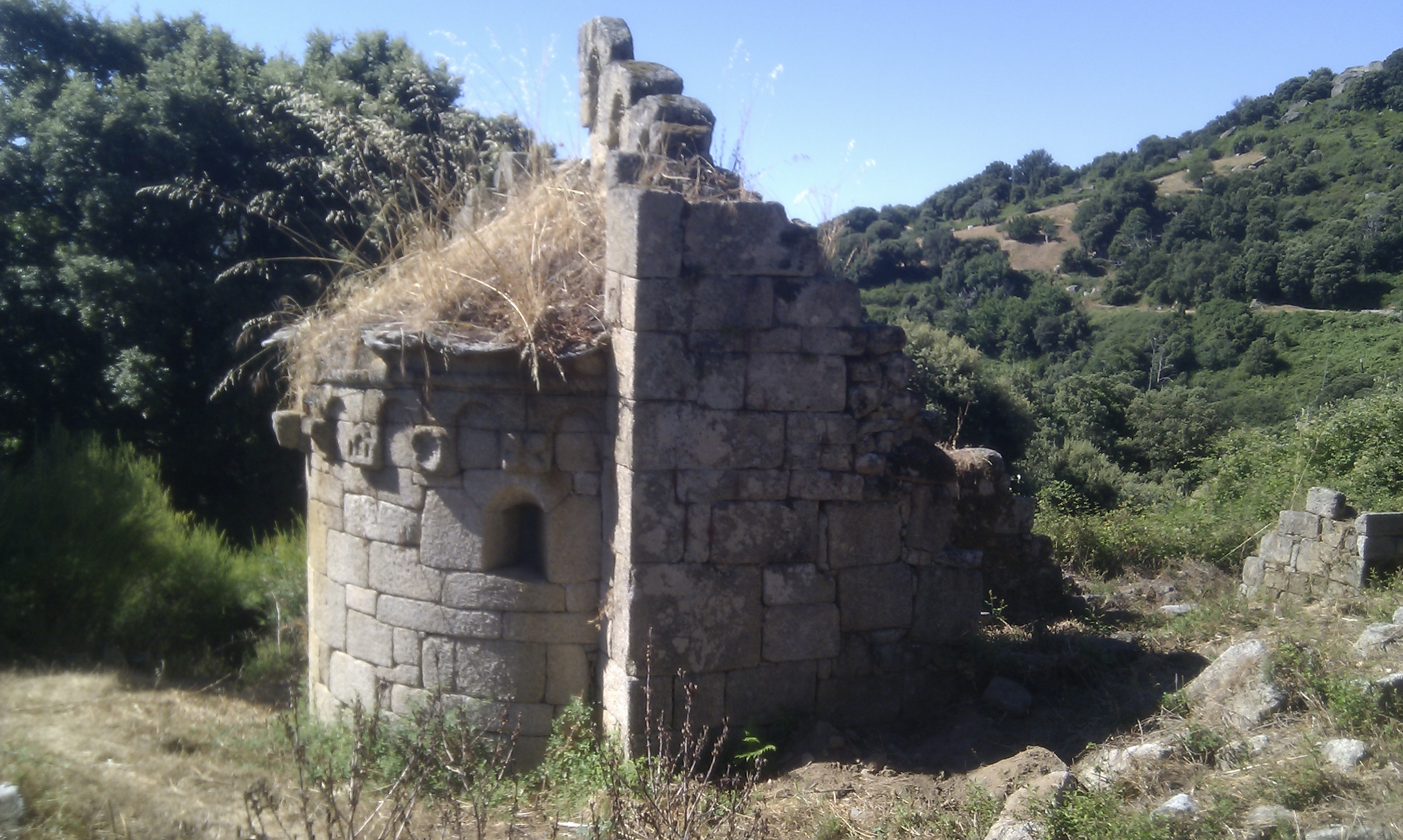
Kapelle von Panicala

San’Petru di Panicala, französisch Saint-Pierre de Panicala, ist der Name einer romanischen Kapelle auf Korsika. Ihre Reste in Form einer erhaltenen Apsis, das Kirchenschiff ist weitestgehend zerstört, stehen auf dem Gemeindegebiet von  Zigliara. Die Ruine seit 2009 als Monument historique eingestuft.
Die Errichtung des Kirchenbaus dürfte in die Zeit der Herrschaft der Pisaner über die Insel (siehe Geschichte Korsikas) im 13. Jahrhundert fallen. Eine Reihe zeittypischer Details sind erhalten geblieben. Es gibt mehrere ähnliche Relikte romanischer Zeit auf dem Gebiet der Gemeinden Azilone-Ampaza, Forciolo und Zigliara, jedoch steht San’Petru vergleichsweise zentral.

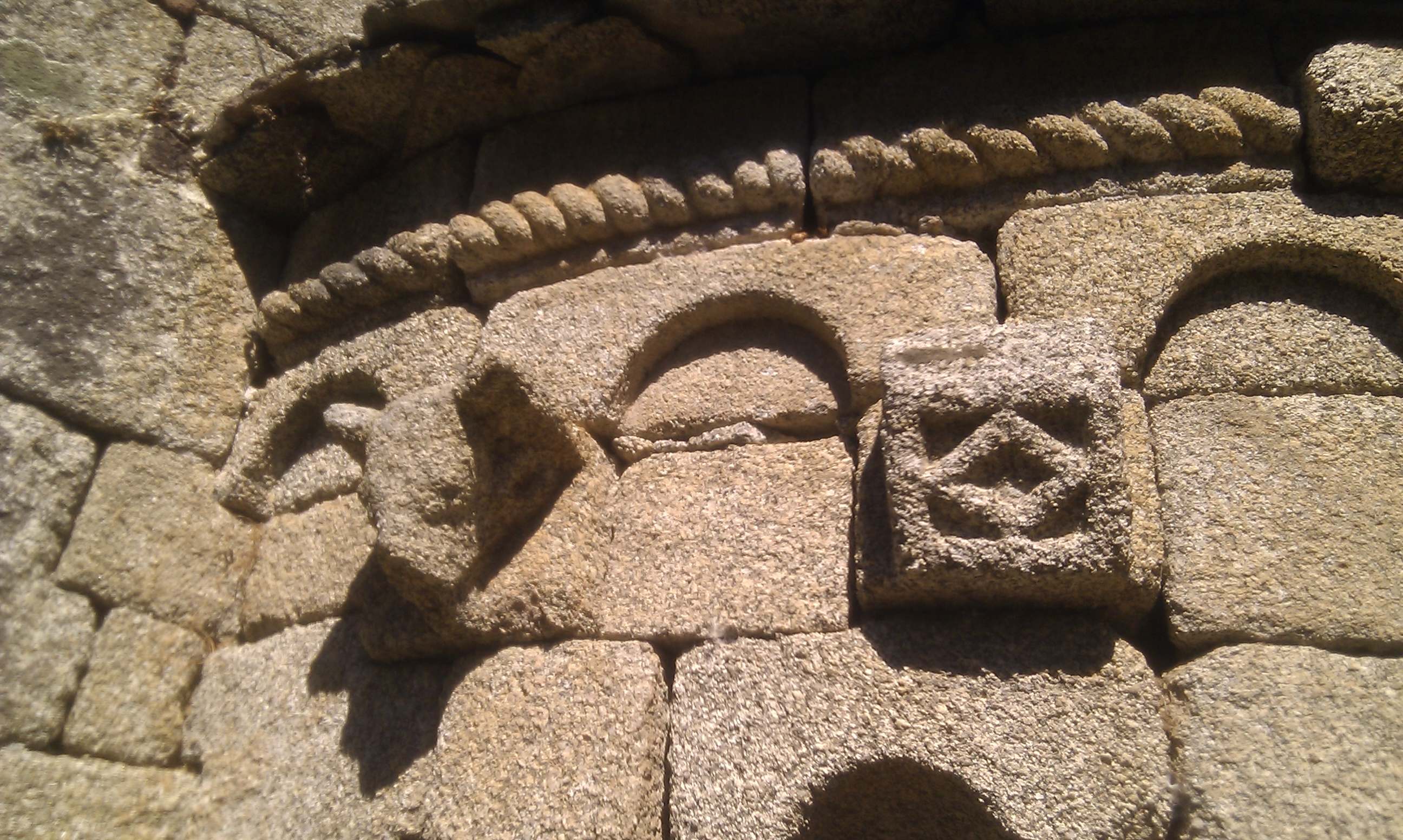
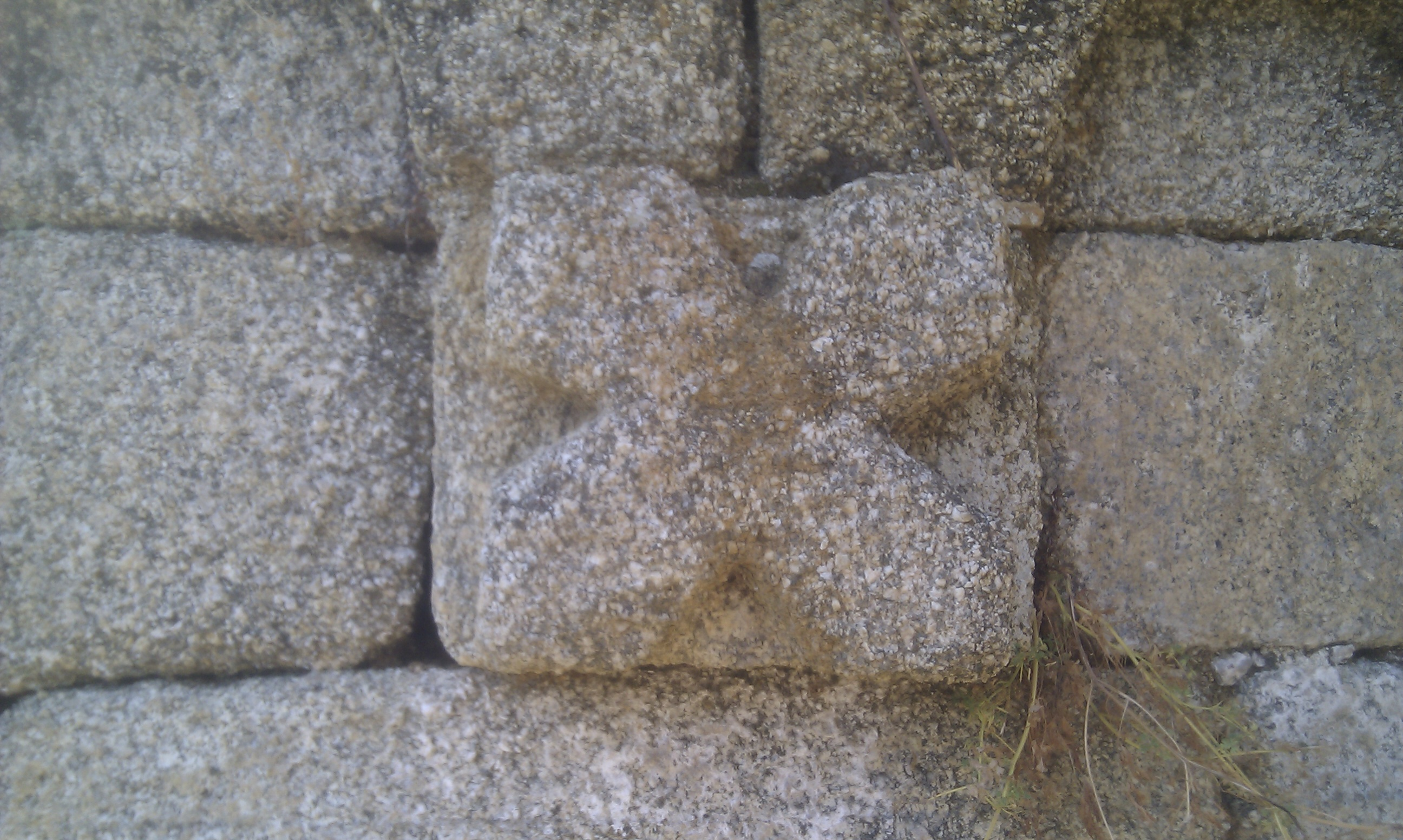
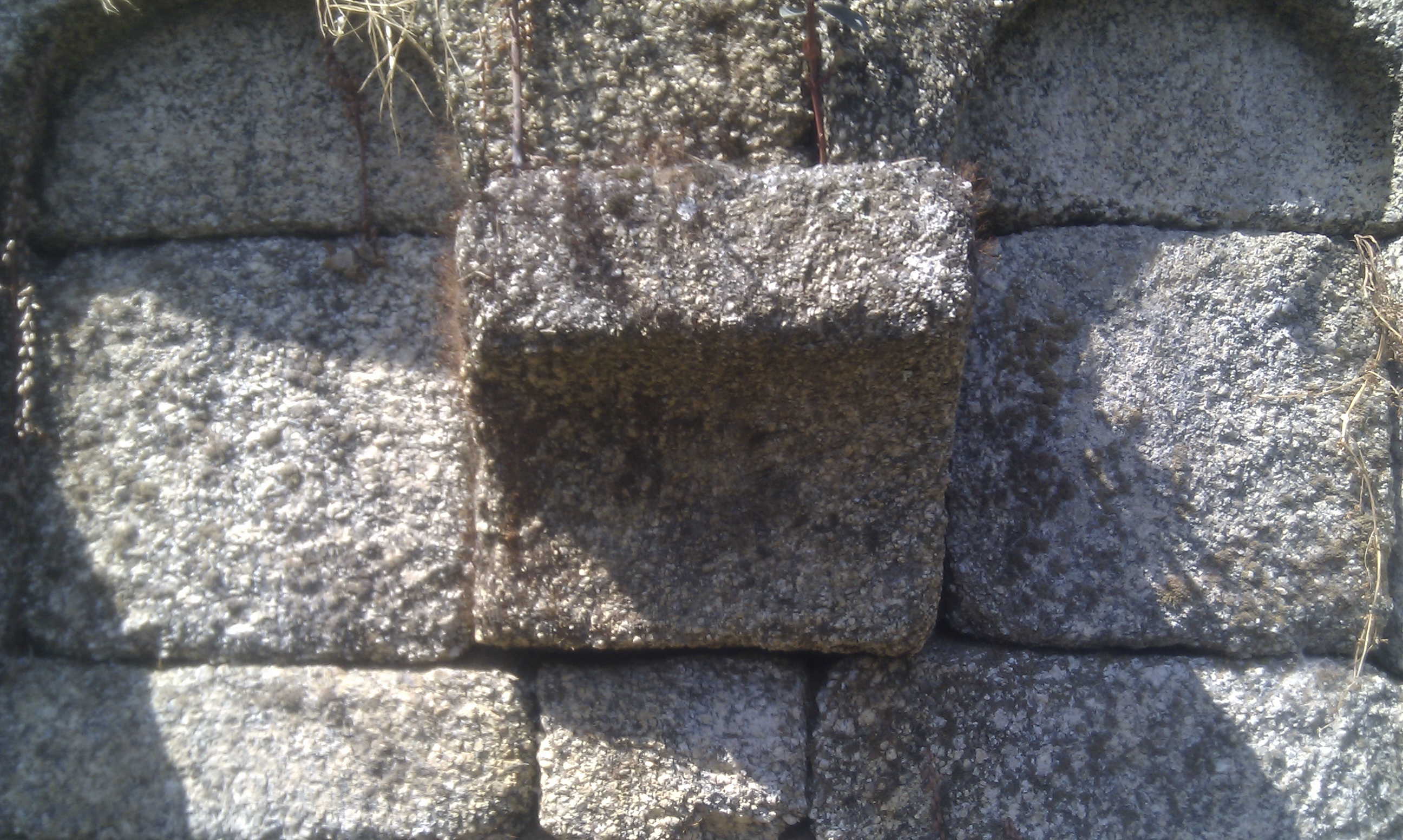
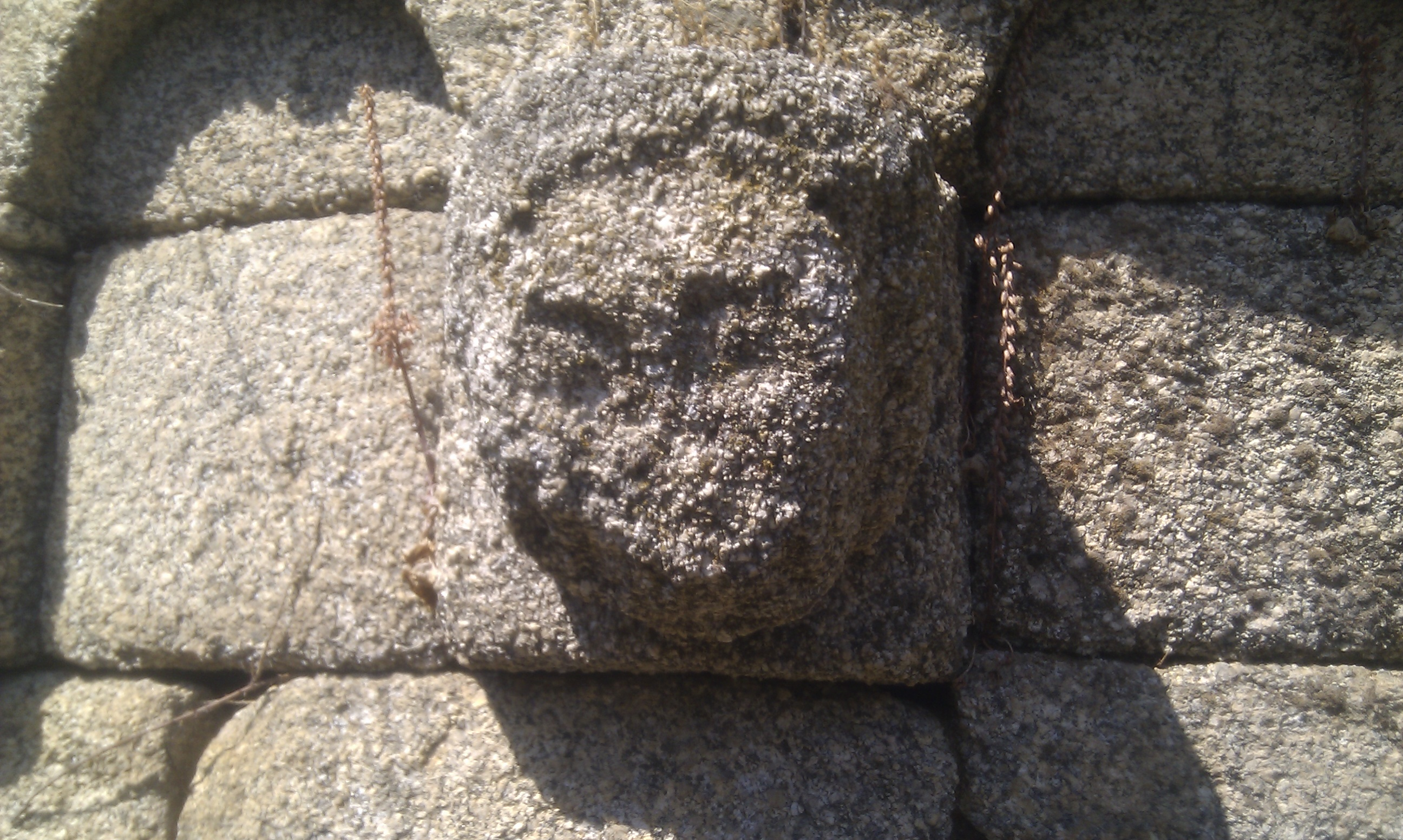
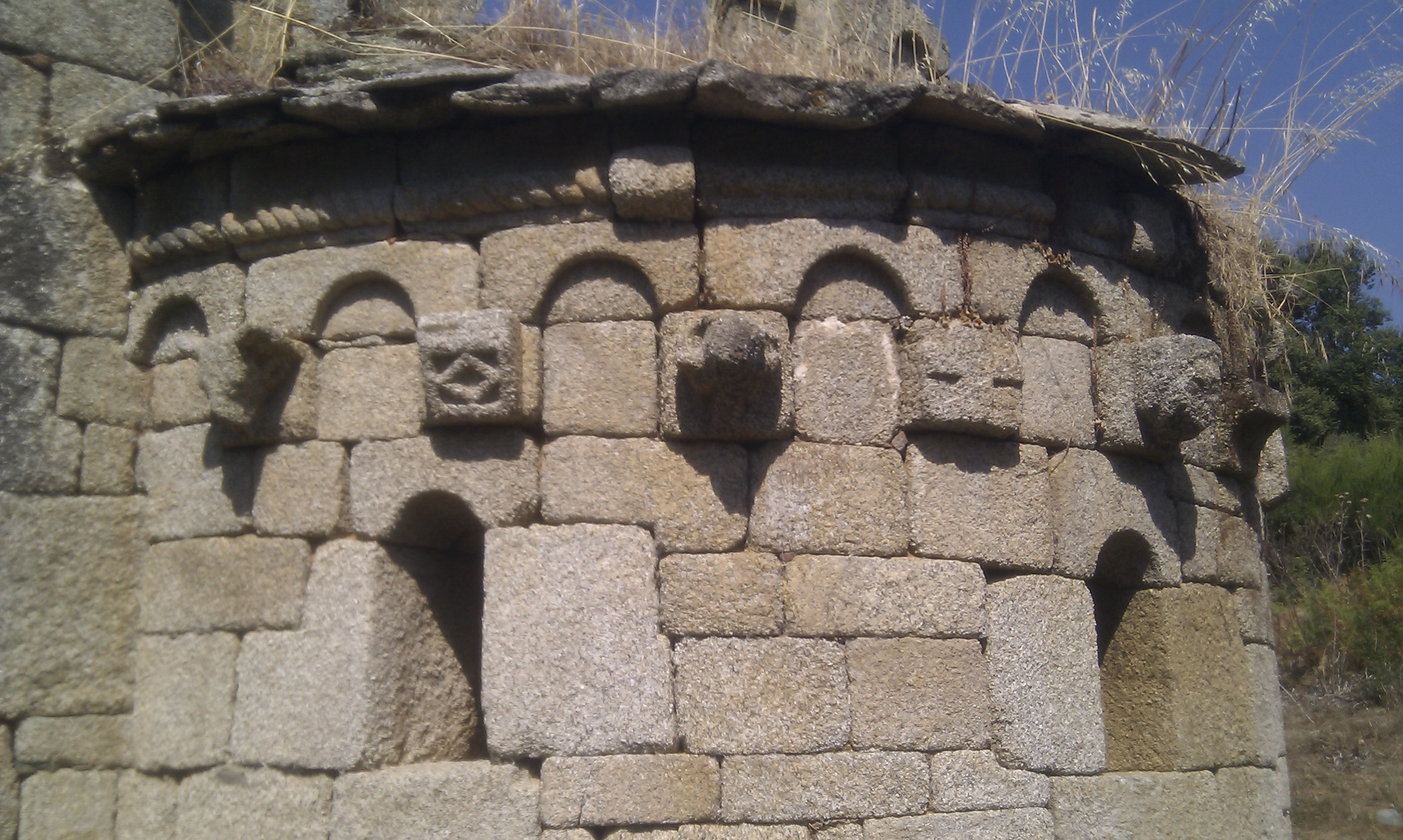
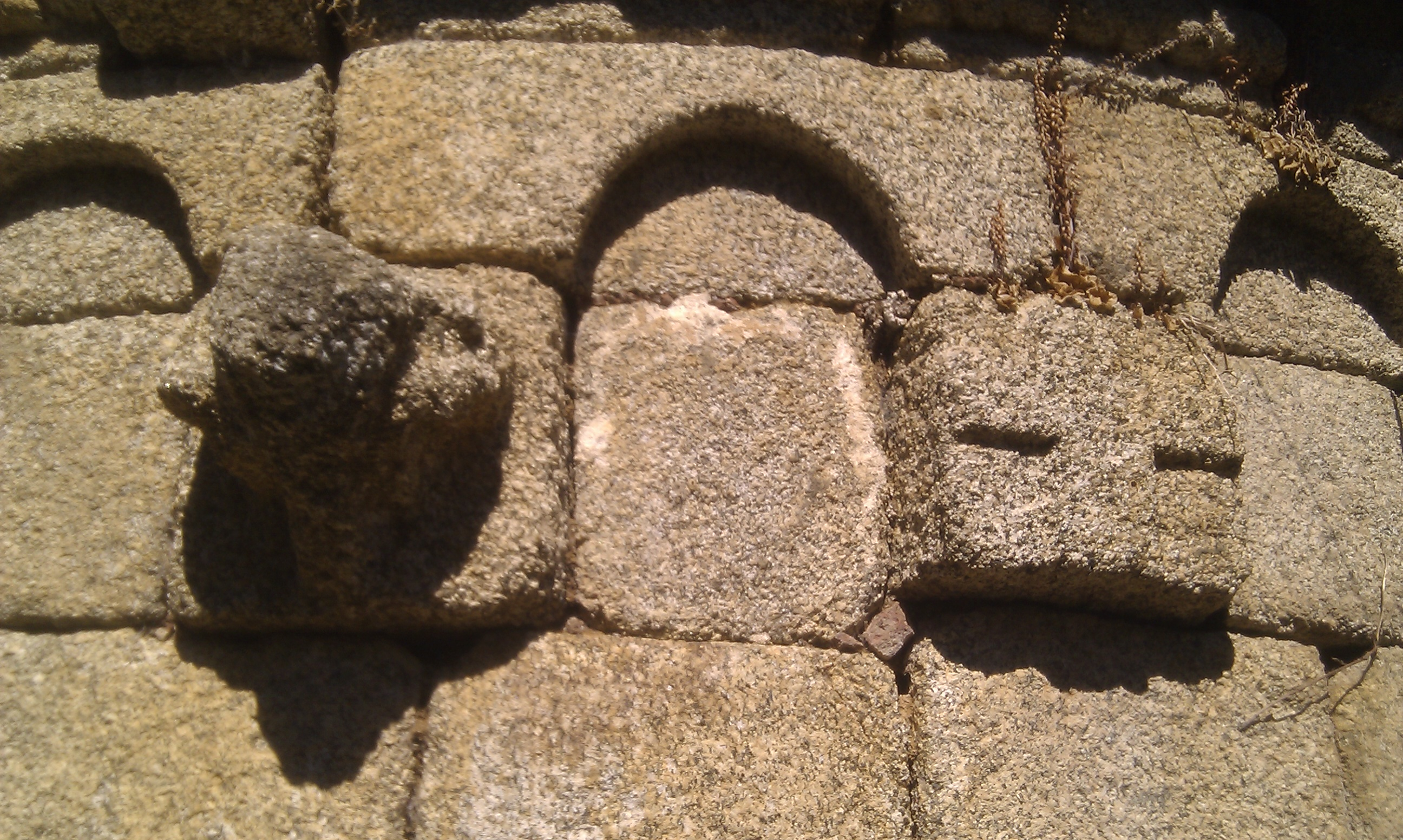
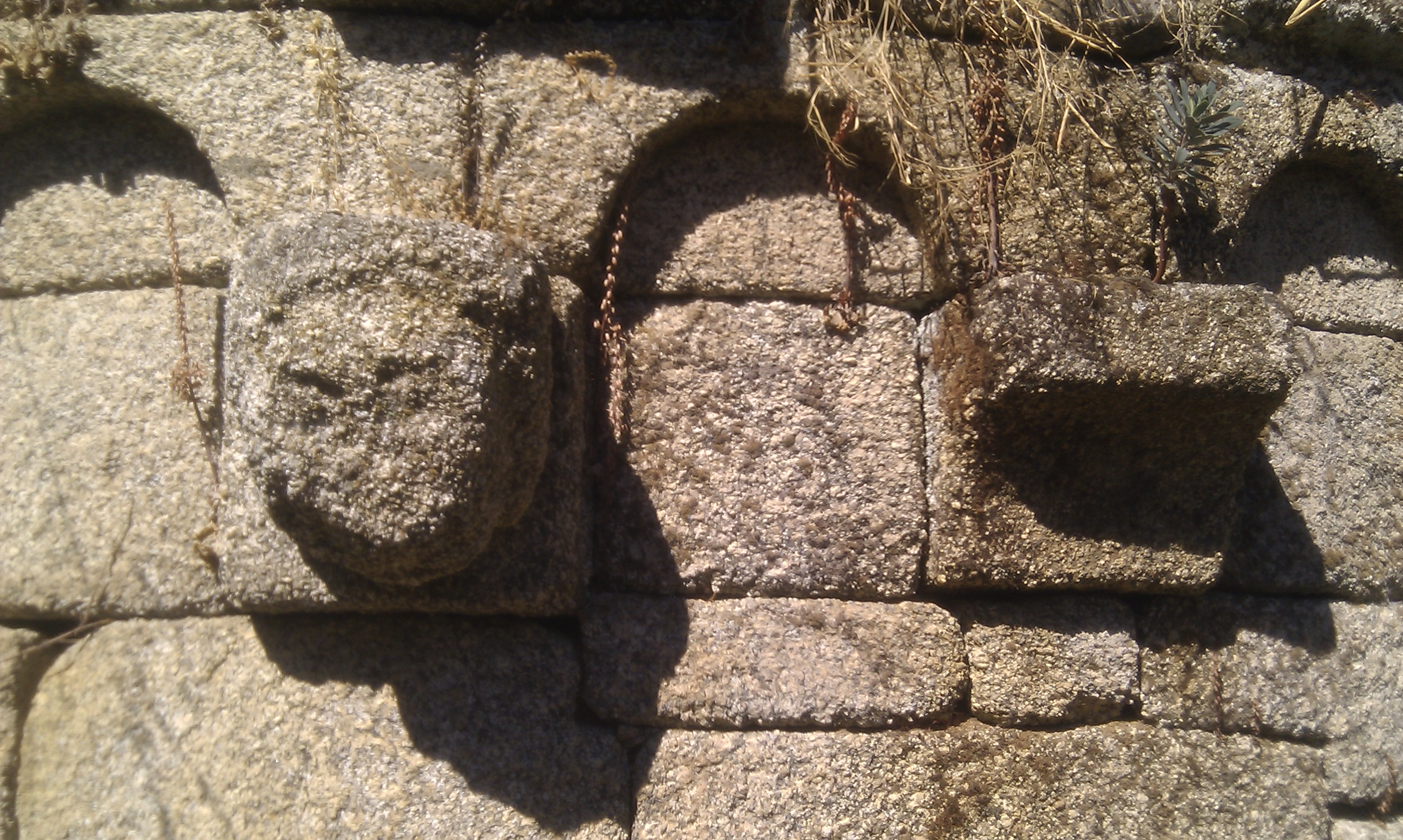
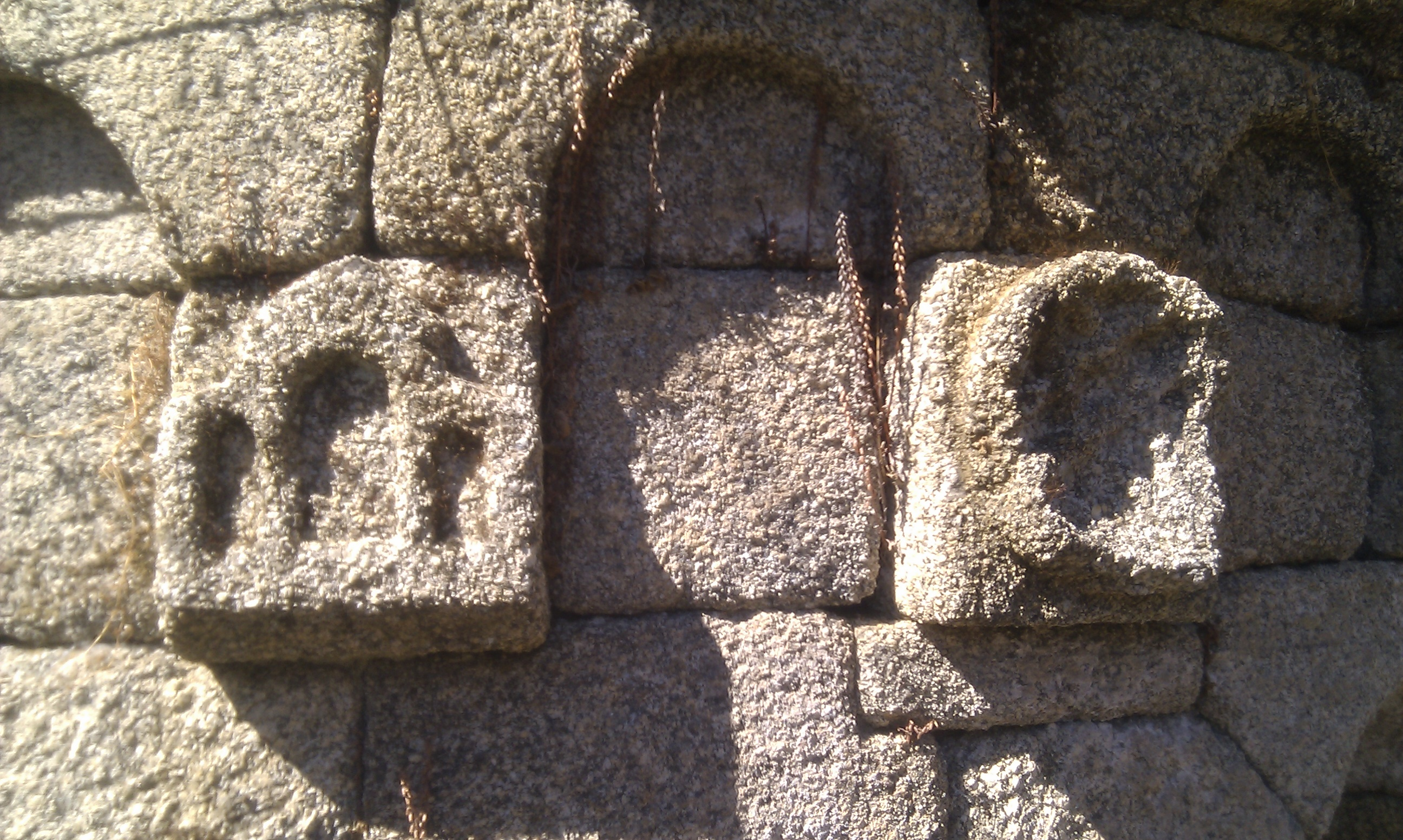